# Красносільська волость (Олександрійський повіт)
Красносільська волость — адміністративно-територіальна одиниця Олександрійського повіту Херсонської губернії.
Станом на 1886 рік складалася з 10 поселень, 4 сільських громад. Населення — 9670 осіб (4892 чоловічої статі та 4778 — жіночої), 1937 дворових господарств.
|                     | Площа, десятин | У тому числі орної, дес. |
| ------------------- | -------------- | ------------------------ |
| Сільських громад    | 21883          | 14587                    |
| Приватної власності | 2736           | 50                       |
| Казенної власності  | 4273           | 575                      |
| Іншої власності     | 201            | 99                       |
| Загалом             | 29093          | 15311                    |

Найбільші поселення волості:
- Красносілля — село при річці Сухий Тясмин за 65 верст від повітового міста, 3631 особа, 757 дворів, православна церква, базари по понеділках. За 17 верст — залізничний полустанок, буфет.
- Веселий Кут — село при річці Інгулець, 671 особа, 125 дворів, православна церква.
- Плоске — село при річці Срібноярка, 911 осіб, 160 дворів, православна церква.
- Цибулеве — село при річці Інгулець, 4657 осіб, 722 двори, православна церква, базари по неділях.